# Renatus (Oranien-Nassau)

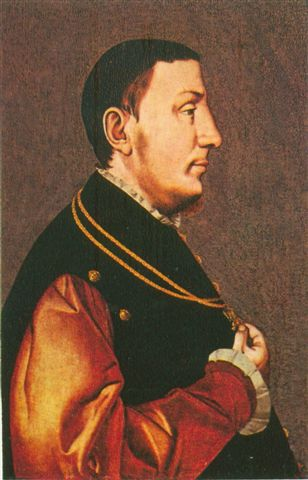
Renatus von Oranien-Nassau

Wappen des Renatus von Oranien-Nassau

Renatus (französisch René) von Chalon (* 5. Februar 1519 in Breda; † 18. Juli 1544 in Saint-Dizier) war der erste Fürst von Orange aus dem Haus Nassau.

## Leben
Renatus war der Sohn des Grafen Heinrich III. von Nassau-Breda, der die reichen nassauischen Besitzungen in den Niederlanden regierte und Miterzieher des in den habsburgischen Niederlanden geborenen Kaisers Karl V. war, wodurch sich dessen gutes Verhältnis zum Haus Nassau erklärt. So wurde Heinrich von den Habsburgern auch zum Statthalter von Holland, Zeeland und Friesland erhoben, erreichte also bereits eine vergleichbare Position wie später Wilhelm der Schweiger, der Sohn von Heinrichs Bruder Wilhelm dem Reichen.
Er war ein Sohn aus Heinrichs zweiter Ehe mit Claude aus dem französischen Adelshaus von Chalon. Durch diese Ehe erlangte das Haus Nassau die Anwartschaft auf das Fürstentum Orange in Südfrankreich, wo zu dieser Zeit Philibert von Chalon, der Bruder Claudes, regierte. Der kinderlose Fürst setzte 1520 Renatus zu seinem Erben ein, sodass dieser nach dem Tod Philiberts 1530 erster nassauischer Fürst von Orange wurde. Da dieser Titel dem Rang nach über der nassauischen Grafenwürde stand, wurde es fortan üblich, das Haus als Oranien bzw. Oranien-Nassau zu bezeichnen. Auch das Wappen und die Devise der Fürsten von Orange wurden übernommen.
1531 wurde Renatus, wie zuvor bereits Heinrich III. von Karl V. in den Ritterorden vom Goldenen Vlies aufgenommen. Nach dem Tod Heinrichs III. (1538) erbte Renatus schließlich auch den niederländischen Besitz und wurde Statthalter von Holland, Friesland und Seeland. Als Alleinerben setzte Renatus, unter dem Vorbehalt der Zustimmung durch den Kaiser, seinen Onkel Wilhelm ein. Karl V. entschied, dass Wilhelms Sohn Wilhelm der Schweiger, wenn dieser zum Katholizismus überträte, Renatus' Erbe werden sollte (Wilhelm der Reiche war Protestant).

## Familie
Renatus heiratete 1540 Anna von Lothringen (1522–1568), die Tochter des Herzogs Anton II. von Lothringen (1489–1544). Mit ihr hatte er eine Tochter, Maria, die 1544 geboren wurde, aber schon drei Wochen nach der Geburt starb.
Er hatte einen illegitimen Sohn, Palamedes von Chalon († um 1600), dieser heiratete Polyxena von Mansfeld, Tochter des Fürsten Peter Ernst I. von Mansfeld.

## Tod

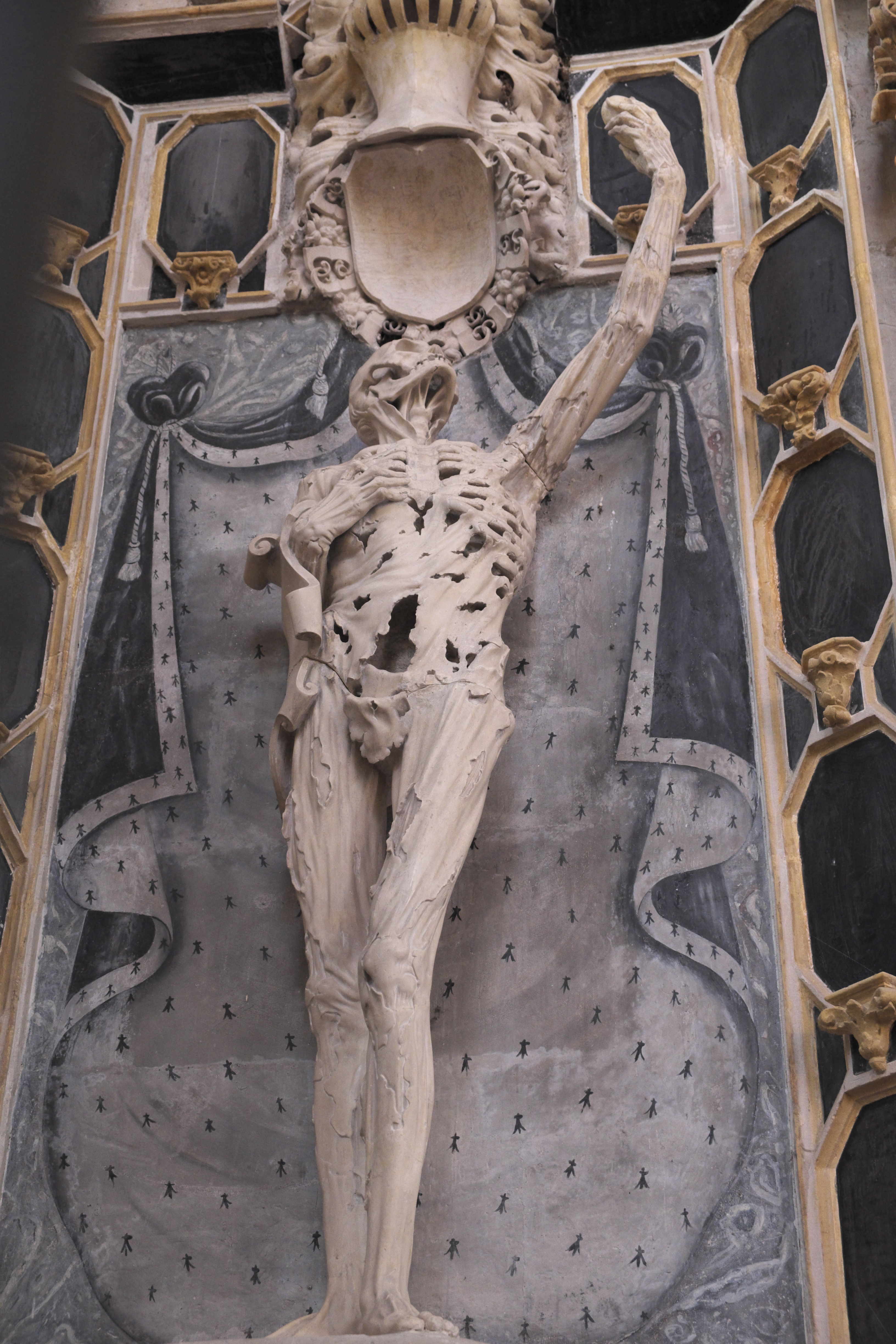
Skulptur von Ligier Richier in der Kirche Saint-Étienne in Bar-le-Duc

Renatus starb während der Belagerung der Stadt Saint-Dizier durch die Truppen Kaiser Karls V., der sie sechs Monate lang widerstehen konnte, einen Tag nach einer Schussverletzung in Schulter oder Arm. Seine Witwe war derart betrübt über den Verlust ihres jungen Gatten, dass sie der Überlieferung nach drei Jahre lang trauerte. Sie beauftragte den Bildhauer Ligier Richier mit der Schaffung einer Statue, skelettiert, das Herz erhoben in der linken Hand haltend als stilisiertes Beispiel, dass Liebe und Treue über den Tod hinaus wirken. Renatus Herz verblieb, den damaligen Gebräuchen (getrennte Bestattung) entsprechend, am Ort seines Todes, während die weiteren sterblichen Überreste zu seinem Geburtsort Breda überführt und dort bestattet wurden. Das von der Statue hoch gehaltene Herz galt lange Zeit als Aufbewahrungsort seines eigenen, mumifizierten Herzens.